# Bullhead City
Bullhead City är en stad i den amerikanska delstaten Arizona med en yta av 119,0 km² och en befolkning, som uppgår till cirka 34 000 invånare (2000). Av befolkningen är cirka 20 procent av latinamerikansk härkomst.
Staden är belägen i den västligaste delen av delstaten vid Coloradofloden cirka 280 km nordväst om huvudstaden Phoenix och omedelbart öster om gränsen till Nevada.